# Alrisha
Alrisha o Alrischa (α Psc / α Piscium / 113 Piscium) es una estrella binaria situada en la constelación de Piscis. Su nombre proviene del árabe الرشآء al-rišā’  y significa 'la cuerda [del pozo]'. Se encuentra a 139 años luz del sistema solar.
Las componentes del sistema son dos estrellas blancas de la secuencia principal actualmente separadas 1,8 segundos de arco. La estrella principal, Alrisha A (HD 12447), tiene magnitud aparente +4,33 y es de tipo espectral A0; su compañera, Alrisha B (HD 12446), de magnitud +5,23, pertenece a la clase espectral A3m. La primera tiene una temperatura de 9500 K y es 31 veces más luminosa que el Sol. La segunda es 900 K más fría que su compañera y es 12 veces más luminosa que el Sol. Sus masas respectivas son 2,3 y 1,8 veces mayores que la masa solar. Ninguna de las dos estrellas gira deprisa y como resultado de ello son estrellas químicamente peculiares. Alrisha A es una estrella Ap con un campo magnético unas 1000 veces mayor que el campo magnético terrestre; Alrisha B, por su parte, es una estrella con líneas metálicas o estrella Am.
El periodo orbital del sistema es superior a los 700 años. La distancia media entre las dos estrellas es de 120 UA, pero la excentricidad de la órbita hace que la separación entre ellas varíe entre 50 y 190 UA; el máximo acercamiento se producirá alrededor del año 2060. A su vez, una o las dos estrellas pueden ser binarias espectroscópicas. 